# Ruilaid
Ruilaid är en ö utanför Estlands västkust. Den ligger i Hanila kommun i landskapet Läänemaa, 120 km sydväst om huvudstaden Tallinn. Öns storlek är 0,13 kvadratkilometer.
Inlandsklimat råder i trakten. Årsmedeltemperaturen i trakten är 6 °C. Den varmaste månaden är augusti, då medeltemperaturen är 16 °C, och den kallaste är januari, med −6 °C.